# Campionat del Món de motocròs 1993
La temporada de 1993 del Campionat del Món de motocròs fou la 37a edició d'aquest campionat, organitzat per la FIM. El calendari oficial constava de 12 Grans Premis, celebrats entre el 4 d'abril i el 29 d'agost.

## Sistema de puntuació
Barem de puntuació del 1984 al 2000:
| Posició | 1  | 2  | 3  | 4  | 5  | 6  | 7 | 8 | 9 | 10 | 11 | 12 | 13 | 14 | 15 |
| Punts   | 20 | 17 | 15 | 13 | 11 | 10 | 9 | 8 | 7 | 6  | 5  | 4  | 3  | 2  | 1  |

## 500 cc

### Grans Premis
| Ronda | Data         | Gran Premi                    | Lloc           | Guanyador      |
| ----- | ------------ | ----------------------------- | -------------- | -------------- |
| 1     | 4 d'abril    | Gran Premi de Gran Bretanya   | Hawkstone Park | Jorgen Nilsson |
| 2     | 9 de maig    | Gran Premi d'Àustria          | Sittendorf     | Johan Boonen   |
| 3     | 16 de maig   | Gran Premi de Suècia          | Västerås       | Jorgen Nilsson |
| 4     | 23 de maig   | Gran Premi de Finlàndia       | Salo           | Jacky Martens  |
| 5     | 6 de juny    | Gran Premi d'Itàlia           | Faenza         | Jacky Martens  |
| 6     | 20 de juny   | Gran Premi d'Alemanya         | Teutschenthal  | Joël Smets     |
| 7     | 4 de juliol  | Gran Premi de Portugal        | Águeda         | Marcus Hansson |
| 8     | 18 de juliol | Gran Premi dels Països Baixos | Mill           | Jorgen Nilsson |
| 9     | 1 d'agost    | Gran Premi de Bèlgica         | Namur          | Jacky Martens  |
| 10    | 8 d'agost    | Gran Premi de Luxemburg       | Folkendange    | Jacky Martens  |
| 11    | 22 d'agost   | Gran Premi d'Eslovàquia       | Sverepec       | Jorgen Nilsson |
| 12    | 29 d'agost   | Gran Premi de Suïssa          | Ginebra        | Jorgen Nilsson |

### Classificació final
| Posició | Pilot           | Motocicleta | Punts |
| ------- | --------------- | ----------- | ----- |
| 1       | Jacky Martens   | Husqvarna   | 504   |
| 2       | Jorgen Nilsson  | Honda       | 501   |
| 3       | Joël Smets      | Husaberg    | 394   |
| 4       | Marcus Hansson  | Honda       | 349   |
| 5       | Johan Boonen    | Kawasaki    | 314   |
| 6       | Darryl King     | Kawasaki    | 244   |
| 7       | Gérard Delepine | Honda       | 194   |
| 8       | Jared Smith     | Kawasaki    | 193   |
| 9       | Jeremy Whatley  | KTM         | 165   |
| 10      | Brian Wheeler   | Kawasaki    | 144   |

## 250 cc

### Grans Premis
| Ronda | Data         | Gran Premi                    | Lloc                 | Guanyador        |
| ----- | ------------ | ----------------------------- | -------------------- | ---------------- |
| 1     | 14 de març   | Gran Premi d'Itàlia           | Castiglione del Lago | Greg Albertyn    |
| 2     | 20 de març   | Gran Premi d'Espanya          | Talavera de la Reina | Donny Schmit     |
| 3     | 4 d'abril    | Gran Premi dels Països Baixos | Valkenswaard         | Greg Albertyn    |
| 4     | 18 d'abril   | Gran Premi de Suïssa          | Payerne              | Greg Albertyn    |
| 5     | 25 d'abril   | Gran Premi de França          | Beaucaire            | Donny Schmit     |
| 6     | 9 de maig    | Gran Premi d'Hongria          | Kaposvár             | Donny Schmit     |
| 7     | 23 de maig   | Gran Premi d'Alemanya         | Eschbach             | Greg Albertyn    |
| 8     | 13 de juny   | Gran Premi de Bèlgica         | Lommel               | Marnicq Bervoets |
| 9     | 20 de juny   | Gran Premi de Gran Bretanya   | Foxhill              | Greg Albertyn    |
| 10    | 27 de juny   | Gran Premi d'Irlanda          | Cork                 | Stefan Everts    |
| 11    | 11 de juliol | Gran Premi de Veneçuela       | Maracay              | Greg Albertyn    |
| 12    | 18 de juliol | Gran Premi dels Estats Units  | Budds Creek          | Stefan Everts    |
| 13    | 1 d'agost    | Gran Premi de Suècia          | Nyköping             | Joakim Eliasson  |
| 14    | 8 d'agost    | Gran Premi de Finlàndia       | Ruskeasanta          | Stefan Everts    |
| 15    | 22 d'agost   | Gran Premi del Japó           | Suzuka               | Alessandro Puzar |

### Classificació final
| Posició | Pilot            | Motocicleta | Punts |
| ------- | ---------------- | ----------- | ----- |
| 1       | Greg Albertyn    | Honda       | 629   |
| 2       | Stefan Everts    | Suzuki      | 528   |
| 3       | Donny Schmit     | Yamaha      | 447   |
| 4       | Kurt Nicoll      | Honda       | 343   |
| 5       | Marnicq Bervoets | Kawasaki    | 295   |
| 6       | Trampas Parker   | KTM         | 255   |
| 7       | Werner Dewit     | Suzuki      | 247   |
| 8       | Talon Vohland    | Suzuki      | 227   |
| 9       | Edwin Evertsen   | Kawasaki    | 218   |
| 10      | Alessandro Puzar | Yamaha      | 214   |
| 11      | Bob Moore        | Suzuki      | 202   |

## 125 cc

### Grans Premis
| Ronda | Data         | Gran Premi                    | Lloc            | Guanyador        |
| ----- | ------------ | ----------------------------- | --------------- | ---------------- |
| 1     | 4 d'abril    | Gran Premi d'Itàlia           | Laveno-Mombello | Pedro Tragter    |
| 2     | 18 d'abril   | Gran Premi de Bèlgica         | Mons            | Dave Strijbos    |
| 3     | 2 de maig    | Gran Premi de Gran Bretanya   | Lyng            | Pedro Tragter    |
| 4     | 16 de maig   | Gran Premi de Polònia         | Gdynia          | Yves Demaria     |
| 5     | 23 de maig   | Gran Premi dels Països Baixos | Berghem         | Pedro Tragter    |
| 6     | 6 de juny    | Gran Premi de Txecoslovàquia  | Holice          | Peter Beirer     |
| 7     | 13 de juny   | Gran Premi d'Alemanya         | Gerstetten      | Yves Demaria     |
| 8     | 20 de juny   | Gran Premi de San Marino      | Borgo Maggiore  | Andrea Bartolini |
| 9     | 18 de juliol | Gran Premi de França          | Laguépie        | Yves Demaria     |
| 10    | 1 d'agost    | Gran Premi del Brasil         | Interlagos      | Andrea Bartolini |
| 11    | 29 d'agost   | Gran Premi d'Austràlia        | Manjimup        | Andrea Bartolini |

### Classificació final
| Posició | Pilot             | Motocicleta | Punts |
| ------- | ----------------- | ----------- | ----- |
| 1       | Pedro Tragter     | Suzuki      | 439   |
| 2       | Yves Demaria      | Suzuki      | 390   |
| 3       | Dave Strijbos     | Honda       | 357   |
| 4       | Joakim Karlsson   | Suzuki      | 323   |
| 5       | Mickaël Pichon    | Honda       | 306   |
| 6       | Andrea Bartolini  | Honda       | 295   |
| 7       | Rémy Van Rees     | Kawasaki    | 259   |
| 8       | Alessio Chiodi    | Honda       | 238   |
| 9       | Peter Beirer      | Suzuki      | 213   |
| 10      | John Van Den Berk | Honda       | 206   |

## Resum: Podi final 1993
|           | 500 cc         | 500 cc    | 250 cc        | 250 cc | 125 cc         | 125 cc |
| Campió    | Jacky Martens  | Husqvarna | Greg Albertyn | Honda  | Pedro Tragter  | Suzuki |
| Subcampió | Jörgen Nilsson | Honda     | Stefan Everts | Suzuki | Yves Demaria   | Suzuki |
| Tercer    | Joël Smets     | Husaberg  | Donny Schmit  | Yamaha | David Strijbos | Honda  |